# Bahnhof Neubiberg
Der Bahnhof Neubiberg ist ein Bahnhof an der eingleisigen Bahnstrecke München-Giesing–Kreuzstraße. Er liegt in der Gemeinde Neubiberg im Landkreis München und wird von der S-Bahn München bedient. Der Bahnhof verfügt über ein Stellwerk, welches den S-Bahn Verkehr im Abschnitt zwischen München-Perlach und Aying regelt.

## Geschichte
Der Bahnhof Neubiberg wurde im Zuge der Inbetriebnahme der Bahnstrecke München-Giesing–Kreuzstraße am 5. Juni 1904 eröffnet. Seit der Eröffnung der Münchner S-Bahn 1972 wird der Bahnhof von S-Bahnen angefahren, weswegen der Bahnsteig auf die im S-Bahn Netz üblichen 96 mm erhöht wurde.

## Aufbau

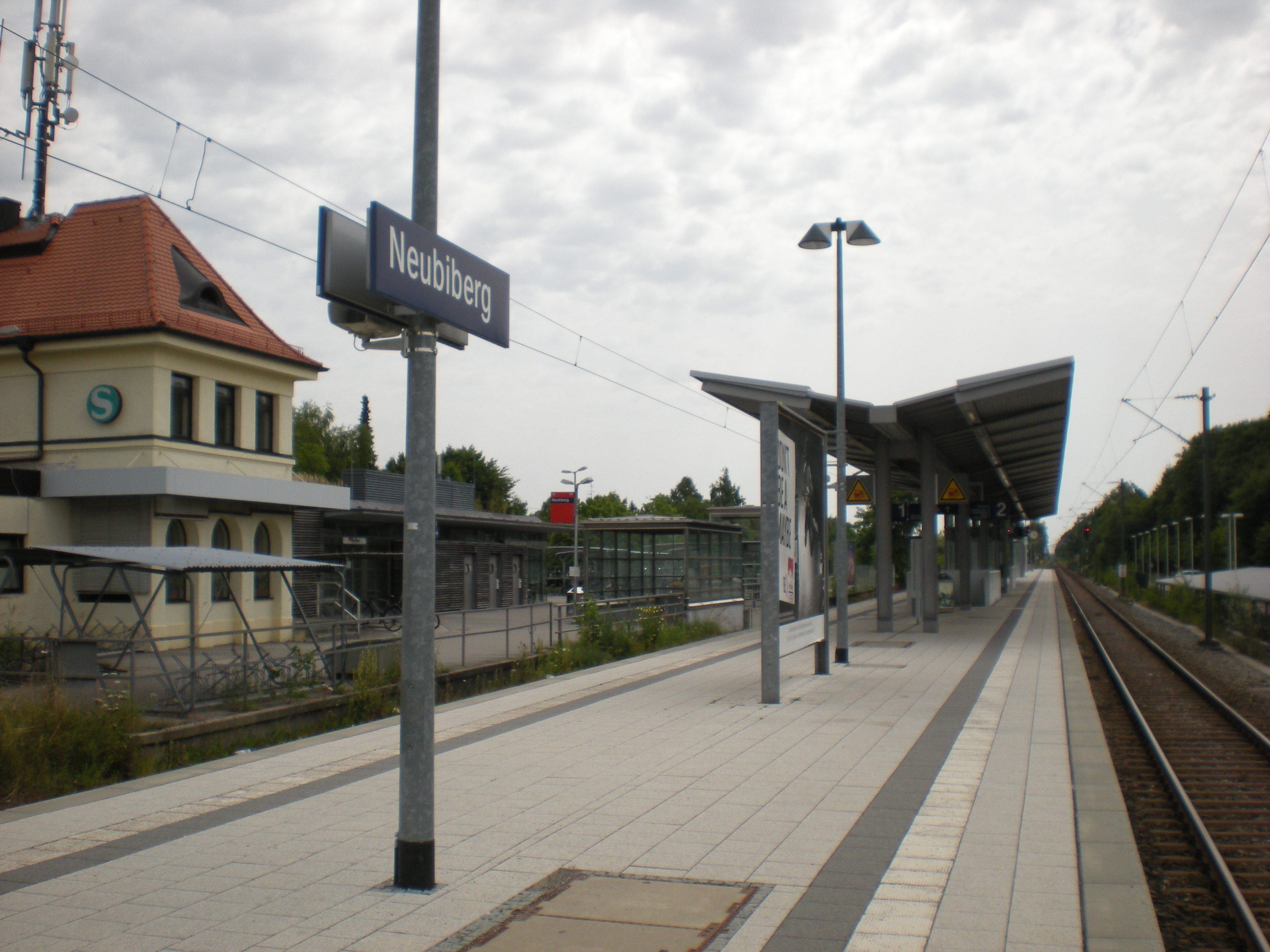
Mittelbahnsteig

Der Bahnhof besitzt einen 210 m langen Mittelbahnsteig mit zwei Bahngleisen. An Gleis 1 halten üblicherweise die S-Bahnen Richtung München und auf Gleis 2 üblicherweise die S-Bahnen Richtung Kreuzstraße. Der Bahnsteig ist überdacht und verfügt über digitale Zugzielanzeiger. Über eine Unterführung ist der Bahnsteig mit dem Bahnhofsplatz und der Hauptstraße verbunden. Vom Bahnhofsplatz aus ist der Bahnsteig mit einer Treppe und einem Aufzug erreichbar. Am südlichen Eingang befindet sich  eine Rampe und eine weitere Treppe, darüber ist auch eine P+R Anlage erreichbar.

## Verkehr

### S-Bahn
| Linie | Strecke | Taktfrequenz |
| ----- | --- | ------------ |
| S5    | Kreuzstraße – Großhelfendorf – Peiß – Aying – Dürrnhaar – Höhenkirchen-Siegertsbrunn – Wächterhof – Hohenbrunn – Ottobrunn – Neubiberg – Neuperlach Süd – Perlach – Giesing – St.-Martin-Straße – Ostbahnhof – Rosenheimer Platz – Isartor – Marienplatz – Karlsplatz (Stachus) – Hauptbahnhof – Hackerbrücke – Donnersbergerbrücke – Hirschgarten – Laim – Pasing (– Westkreuz – Neuaubing – Freiham – Harthaus – Germering-Unterpfaffenhofen – Geisenbrunn – Gilching-Argelsried – Neugilching – Weßling) | 20 min       |

Der Bahnhof wird von der Linie S5 der S-Bahn München bedient. Hier findet die planmäßige Kreuzung der S-Bahnen Richtung Kreuzstraße bzw. München Ost statt.

### Regionalbus-Linien
An der Neubiberger Hauptstraße nördlich des Empfangsgebäudes halten die Regionalbuslinien 211, 212 und 229.
| Linie | Strecke                                                                           |
| ----- | --------------------------------------------------------------------------------- |
| 211   | Neuperlach Süd (U S) – Neubiberg (S) – Isarweg – Putzbrunn                        |
| 212   | Neuperlach Süd (U S) – Neubiberg (S) – Ottobrunn – Putzbrunn – Grasbrunn          |
| 229   | Neuperlach Süd (U S) – Neubiberg (S) – Karl-Stieler-Str. – Ottobrunn, Phoenix-Bad |